# Klaus Wiegandt
Klaus Wiegandt (* 25. Februar 1939 in Stettin) ist ein ehemaliger deutscher Manager. Er war bis 1998 Vorstandssprecher der Metro AG und gründete im Jahr 2000 die Stiftung Forum für Verantwortung.

## Biographie
Wiegandt wuchs in Hameln auf. Er absolvierte eine Lehre bei der Deutschen Bundespost. Nach seinem Studium an der Hochschule für Wirtschaft und Politik in Hamburg war er in verschiedenen Unternehmen, bei der Deutschen Postgewerkschaft und dem Bund Deutscher Konsumgenossenschaften tätig. 1972 ging er in den Vorstand der Coop Rhein-Main. 1976 wurde er Generalbevollmächtigter der Rewe-Leibbrand-Gruppe. 1991 bis 1995 war er Vorstandsvorsitzender der Asko AG. Nach der Fusion der Asko mit Metro/Kaufhof wurde er Vorstandssprecher des neuen Großkonzerns Metro AG. 
Im Alter von 60 Jahren legte Wiegandt den Vorstandsvorsitz nieder, gründete im Jahr 2000 die Stiftung Forum für Verantwortung und engagiert sich in der Nachhaltigkeitsdebatte. Jährlich von 2002 bis 2012 sowie 2014 organisierte die Stiftung ein wissenschaftliches Kolloquium, dessen Beiträge in einer von Wiegandt als Herausgeber betreuten, eigenen Buchreihe Mut zur Nachhaltigkeit beim S. Fischer Verlag erschienen. Seit 2012 veranstaltet die Stiftung ein Kolloquium für Nachwuchswissenschaftler. Dazu setzt sich die Stiftung für Projekte in den Bereichen Waldschutz, Renaturierung und Wiederaufforstung ein. Seit 2013 vergibt die Stiftung gemeinsam mit Zeit Wissen den Preis „Mut zur Nachhaltigkeit“.
Wiegandt ist eng verbunden mit der Asko Europa-Stiftung und der Europäischen Akademie Otzenhausen.

## Bücher
- Harald Welzer, Klaus Wiegandt (Hrsg.): Wege aus der Wachstumsgesellschaft. 2. Auflage. Fischer Taschenbuch Verlag, 2014, ISBN 978-3596196166.
- Harald Welzer, Klaus Wiegandt (Hrsg.): Perspektiven einer nachhaltigen Entwicklung: Wie sieht die Welt im Jahr 2050 aus? 2. Auflage. Fischer Taschenbuch Verlag, 2012, ISBN 978-3596187942.
- Klaus Wiegandt (Hrsg.): 3 Grad mehr: Ein Blick in die drohende Heißzeit und wie uns die Natur helfen kann, sie zu verhindern. oekom verlag, 2022, ISBN 978-3962383695